# Dipoena peruensis
Dipoena peruensis är en spindelart som beskrevs av Claude Lévi 1963. Dipoena peruensis ingår i släktet Dipoena och familjen klotspindlar. Inga underarter finns listade i Catalogue of Life.